# Ethniki Odos 54
Die Ethniki Odos 54 (griechisch Εθνική Οδός 54 ‚Nationalstraße 54‘) ist eine Straßenverbindung in Griechenland. Sie verbindet das Zentrum von Athen über Gerakas mit Rafina (Ραφήνα) an der Meeresbucht Kolpos Petalion.

## Verlauf
Die Straße beginnt am Syntagma-Platz in Athen und führt über die Vassileos-Sofias-Straße nach Osten und weiter nach Nordosten, lässt im Stadtteil Ambelokipi (Αμπελόκηποι) die Ethniki Odos 83 abgehen und wendet sich kurz nach Ostsüdosten. Dann folgt sie der Mesogeion-Straße und der Marathonos-Straße und quert die kurze Autobahn 621. In Gerakas zweigt die Ethniki Odos 89 nach Süden ab, kurz darauf die Ethniki Odos 87. Die Autobahn Aftokinitodromos 6 wird an der Ausfahrt Marathonas gekreuzt. Die EO 54 führt über Pallini und Pikermi sowie die Einmündung der von Marathon kommenden EO 83 nach Rafina, wo sie in der Nähe des Hafens endet.